# Sapranthus
Sapranthus Seem. – rodzaj roślin z rodziny flaszowcowatych (Annonaceae Juss.). Według The Plant List w obrębie tego rodzaju znajduje się co najmniej 9 gatunków o nazwach zweryfikowanych i zaakceptowanych, podczas gdy kolejne 3 taksony mają status gatunków niepewnych (niezweryfikowanych). Występuje naturalnie w Ameryce Centralnej. Gatunkiem typowym jest S. violaceus (Dunal) Saff.

## Morfologia
PokrójZimozielone lub zrzucające liście drzewa lub krzewy.
LiścieNaprzemianległe, pojedyncze, całobrzegie.
KwiatyPromieniste, obupłciowe, pojedyncze. Rozwijają się na szczytach pędów lub bezpośrednio na nich. Działki kielicha są 3, wolne i zagnieżdżone. Mają 6 wolnych i zagnieżdżonych płatków. Pręciki są liczne, natomiast liczba słupków jest bardzo zróżnicowana.
OwocePojedyncze.

## Systematyka
Pozycja według APweb (aktualizowany system APG III z 2009)
Rodzaj wraz z całą rodziną flaszowcowatych w ramach rzędu magnoliowców wchodzi w skład jednej ze starszych linii rozwojowych okrytonasiennych określanych jako klad magnoliowych.
Lista gatunków
| - Sapranthus borealis R.E. Fr. - Sapranthus campechianus (Kunth) Standl. - Sapranthus chiapensis G.E. Schatz - Sapranthus foetidus (Rose) Saff. - Sapranthus hirsutus van Rooden ex G.E. Schatz - Sapranthus microcarpus (Donn.Sm.) R.E.Fr. - Sapranthus palanga R.E.Fr. - Sapranthus violaceus (Dunal) Saff. - Sapranthus viridiflorus G.E. Schatz |